# Vrlina
Vrlina (lat. virtus; grč. ἀρετή, aretē) je uobičajena, dobro utemeljena, određenost i pripravnost muških snaga usmjerenih veličanstvenim djelima. Vrlina je moralna izvrsnost osobe. Latinska riječ virtus znači «muževno», od vir «muž», te se odnosi izvorno na muške, ratne vrline kao hrabrost.
U grčkom se točnije zvala «naviknuta izvrsnost», kao nešto trajno trenirano. Vrlina upornosti i ustrajnosti je potrebna za sve vrline jer je vrlina navika karaktera, te se moraju ponavljano koristiti da bi osoba ostala s vrlinama.
Vrlina je jedan od glavnih pojmova etike još od antičke filozofije.
Sokrat i sofisti razmatrali su njezinu prirodu i pitali se kako se ona stječe. Platon je neke svoje rane dijaloge, iz tzv. sokratovskog perioda, posvetio pojedinim vrlinama (Kriton – o poslušnosti zakonima; Protagora – o jedinstvu vrline te može li se ona naučiti; Lahet – o hrabrosti; 1. knjiga Države – o pravednosti; Lisid – o prijateljstvu; Harmid – o razboritosti; Eutifron – o pobožnosti). Prema Aristotelu, koji vrline dijeli na etičke i dijanoetičke, svrha je ljudskog djelovanja život u skladu s vrlinom (ili vrlinama). Prema stoicima, vrlina je jedino bezuvjetno dobro.
Kršćanstvo je vrlini pretpostavilo dužnost pokornosti Božjoj volji.
U modernoj filozofiji, uz etiku zasnovanu na pravima, zagovornike ima i etika vrlina.
Četiri (zapadne osnovne) vrline jesu:
- mudrost (oprez)
- pravda
- hrabrost
- suzdržljivost (umjerenost).